# TV Vale do Xingu
TV Vale do Xingu é uma emissora de televisão brasileira sediada em Altamira, cidade do estado do Pará. Opera no canal 10 (38 UHF digital), e é afiliada ao SBT. A emissora pertence ao Grupo Vale do Xingu, do qual também fazem parte a rádio Vale do Xingu FM e o portal Confirma Notícia. Seus estúdios ficam localizados no Centro de Altamira, e seus transmissores estão no bairro Alberto Soares, próximo ao 51.º Batalhão de Infantaria de Selva do Exército Brasileiro.

## História
Foi inaugurada em 6 de junho de 1989 como afiliada ao SBT, pelo político e empresário Domingos Juvenil, juntamente com a rádio Vale do Xingu FM. Segunda emissora de televisão mais antiga de Altamira, foi a primeira a montar uma equipe de jornalismo local e transmitir um telejornal ao vivo com notícias da região.
Em 2000, a emissora estreou o ATM TV, que é o telejornal local mais antigo no ar, sendo o grande responsável por reforçar a relação com o público através da mistura de notícias, comunidade e entretenimento.
Em 2017, o apresentador Lu Brasil, foi encontrado morto em sua casa, no bairro Brasília, em Altamira. O principal suspeito, foi o seu ex-companheiro, que está preso.
Em 2022, a TV Vale do Xingu estreou seus novos estúdios de jornalismo. O projeto com a nova redação, uniu o portal Confirma Notícia e a rádio Vale do Xingu FM.